# 7362 Rogerbyrd
7362 Rogerbyrd è un asteroide della fascia principale. Scoperto nel 1996, presenta un'orbita caratterizzata da un semiasse maggiore pari a 2,4386778 UA e da un'eccentricità di 0,1892801, inclinata di 1,63693° rispetto all'eclittica.